# Mîhailivka, Solone
Mîhailivka (în ucraineană Михайлівка) este un sat în comuna Oleksandropil din raionul Solone, regiunea Dnipropetrovsk, Ucraina.

## Demografie
Componența lingvistică a localității Mîhailivka
     Ucraineană (97,56%)
     Rusă (2,44%)
Conform recensământului din 2001, majoritatea populației localității Mîhailivka era vorbitoare de ucraineană (97,56%), existând în minoritate și vorbitori de rusă (2,44%).